# Liste des matchs de l'équipe de république d'Irlande de football par adversaire
Cette liste présente les matchs de l'équipe de république d'Irlande de football par adversaire rencontré depuis son premier match en 1926. La liste est incomplète.
- Haut – A
- B
- C
- D
- E
- F
- G
- H
- I
- J
- K
- L
- M
- N
- O
- P
- Q
- R
- S
- T
- U
- V
- W
- X
- Y
- Z

## A

### Algérie
| Date          | Lieu           | Match             | Score | Compétition |
| 28 avril 1982 | Alger, Algérie | Algérie – Irlande | 2–0   | Amical      |
| 29 mai 2010   | Dublin Irlande | Irlande – Algérie | 3–0   | Amical      |

Bilan
- Total de matchs disputés : 2
- Victoires de l'équipe de république d'Irlande : 1
- Matchs nuls : 0
- Victoires de l'équipe d'Algérie : 1

### Allemagne
Confrontations en matchs officiels entre l'Allemagne (compris l'Allemagne de l'Ouest) et d'Irlande :
| Date             | Lieu                   | Match                          | Score | Compétition                                |
| 8 mai 1935       | Dortmund Allemagne     | Allemagne – Irlande            | 3–1   | Amical                                     |
| 17 octobre 1936  | Dublin Irlande         | Irlande – Allemagne            | 5–2   | Amical                                     |
| 23 mai 1939      | Brême Allemagne        | Allemagne – Irlande            | 1–1   | Amical                                     |
| 17 octobre 1951  | Dublin Irlande         | Irlande – Allemagne de l'Ouest | 3–2   | Amical                                     |
| 4 mai 1952       | Cologne Allemagne      | Allemagne de l'Ouest – Irlande | 3–0   | Amical                                     |
| 28 mai 1955      | Hambourg Allemagne     | Allemagne de l'Ouest – Irlande | 2–1   | Amical                                     |
| 25 novembre 1956 | Dublin Irlande         | Irlande – Allemagne de l'Ouest | 3–0   | Amical                                     |
| 11 mai 1960      | Düsseldorf Allemagne   | Allemagne de l'Ouest – Irlande | 0–1   | Amical                                     |
| 4 mai 1966       | Dublin Irlande         | Irlande – Allemagne de l'Ouest | 0–4   | Amical                                     |
| 9 mai 1970       | Berlin-Ouest Allemagne | Allemagne de l'Ouest – Irlande | 2–1   | Amical                                     |
| 22 mai 1979      | Dublin Irlande         | Irlande – Allemagne de l'Ouest | 1–3   | Amical                                     |
| 6 septembre 1989 | Dublin Irlande         | Irlande – Allemagne de l'Ouest | 1–1   | Amical                                     |
| 29 mai 1994      | Hanovre Allemagne      | Allemagne – Irlande            | 0–2   | Amical                                     |
| 5 juin 2002      | Ibaraki Japon          | Allemagne – Irlande            | 1–1   | Coupe du monde 2002 (Groupe E)             |
| 2 septembre 2006 | Stuttgart Allemagne    | Allemagne – Irlande            | 1–0   | Qualifications pour l'Euro 2008            |
| 13 octobre 2007  | Dublin Irlande         | Irlande – Allemagne            | 0–0   | Qualifications pour l'Euro 2008            |
| 12 octobre 2012  | Dublin Irlande         | Irlande – Allemagne            | 1–6   | Qualifications pour la Coupe du monde 2014 |
| 11 octobre 2013  | Cologne Allemagne      | Allemagne – Irlande            | 1-1   | Qualifications pour la Coupe du monde 2014 |

Bilan partiel
- Total de matchs disputés : 18
- Victoires de l'équipe d'Irlande : 5
- Matchs nuls : 5
- Victoires de l'équipe d'Allemagne : 8

### Andorre
| Date          | Lieu              | Match             | Score | Compétition                                |
| 28 mars 2001  | Barcelone Espagne | Andorre – Irlande | 0–3   | Qualifications pour la Coupe du monde 2002 |
| 25 avril 2001 | Dublin Irlande    | Irlande – Andorre | 3–1   | Qualifications pour la Coupe du monde 2002 |

Bilan
- Total de matchs disputés : 2
- Victoires de l'équipe d'Irlande : 2
- Matchs nuls : 0
- Victoires de l'équipe d'Andorre : 0

### Australie
| Date         | Lieu             | Match               | Score | Compétition |
| 19 août 2003 | Dublin Irlande   | Irlande – Australie | 2–1   | Amical      |
| 12 août 2009 | Limerick Irlande | Irlande – Australie | 0–3   | Amical      |

Bilan
- Total de matchs disputés : 2
- Victoires de l'équipe d'Irlande : 1
- Matchs nuls : 0
- Victoires de l'équipe d'Australie : 1

### Autriche
Confrontations en matchs officiels entre l'Autriche et d'Irlande :
| Date              | Lieu            | Match              | Score | Compétition                                |
| 7 mai 1952        | Vienne Autriche | Autriche – Irlande | 6–0   | Amical                                     |
| 25 mars 1953      | Dublin Irlande  | Irlande – Autriche | 4–0   | Amical                                     |
| 14 mai 1958       | Vienne Autriche | Autriche – Irlande | 3–1   | Amical                                     |
| 8 avril 1962      | Dublin Irlande  | Irlande – Autriche | 2–3   | Amical                                     |
| 25 septembre 1963 | Vienne Autriche | Autriche – Irlande | 0–0   | Qualifications pour l'Euro 1964            |
| 13 octobre 1963   | Dublin Irlande  | Irlande – Autriche | 3–2   | Qualifications pour l'Euro 1964            |
| 22 mai 1966       | Vienne Autriche | Autriche – Irlande | 1–0   | Amical                                     |
| 10 novembre 1968  | Dublin Irlande  | Irlande – Autriche | 2–2   | Amical                                     |
| 30 mai 1971       | Dublin Irlande  | Irlande – Autriche | 1–4   | Qualifications pour l'Euro 1972            |
| 10 octobre 1971   | Linz Autriche   | Autriche – Irlande | 6–0   | Qualifications pour l'Euro 1972            |
| 11 juin 1995      | Dublin Irlande  | Irlande – Autriche | 1–3   | Qualifications pour l'Euro 1996            |
| 6 septembre 1995  | Vienne Autriche | Autriche – Irlande | 3–1   | Qualifications pour l'Euro 1996            |
| 26 mars 2013      | Dublin Irlande  | Irlande – Autriche | 2–2   | Qualifications pour la Coupe du monde 2014 |
| 10 septembre 2013 | Vienne Autriche | Autriche – Irlande | 1–0   | Qualifications pour la Coupe du monde 2014 |

Bilan partiel
- Total de matchs disputés : 14
- Victoires de l'équipe d'Irlande : 2
- Matchs nuls : 3
- Victoires de l'équipe d'Autriche : 9

## B

### Belgique

#### Confrontations
Confrontations entre la Belgique et la république d'Irlande en matchs officiels :
| Date              | Lieu      | Match              | Score | Compétition                                               |
| ----------------- | --------- | ------------------ | ----- | --------------------------------------------------------- |
| 12 février 1928   | Bruxelles | Belgique - Irlande | 2-4   | Match amical                                              |
| 20 avril 1929     | Dublin    | Irlande - Belgique | 4-0   | Match amical                                              |
| 11 mai 1930       | Bruxelles | Belgique - Irlande | 1-3   | Match amical                                              |
| 25 février 1934   | Dublin    | Irlande - Belgique | 4-4   | Qualifications pour la Coupe du monde 1934 (Groupe 7) [1] |
| 24 avril 1949     | Dublin    | Irlande - Belgique | 0-2   | Match amical                                              |
| 10 mai 1950       | Bruxelles | Belgique - Irlande | 5-1   | Match amical                                              |
| 24 mars 1965      | Dublin    | Irlande - Belgique | 0-2   | Match amical                                              |
| 25 mai 1966       | Bruxelles | Belgique - Irlande | 2-3   | Match amical                                              |
| 15 octobre 1980   | Dublin    | Irlande - Belgique | 1-1   | Qualifications pour la Coupe du monde 1982 (Groupe 2)     |
| 25 mars 1981      | Bruxelles | Belgique - Irlande | 1-0   | Qualifications pour la Coupe du monde 1982 (Groupe 2)     |
| 10 septembre 1986 | Bruxelles | Belgique - Irlande | 2-2   | Qualifications pour l'Euro 88 (Groupe 7)                  |
| 29 avril 1987     | Dublin    | Irlande - Belgique | 0-0   | Qualifications pour l'Euro 88 (Groupe 7)                  |
| 29 octobre 1997   | Dublin    | Irlande - Belgique | 1-1   | Qualifications pour la Coupe du monde 1998 (Barrages)     |
| 15 novembre 1997  | Bruxelles | Belgique - Irlande | 2-1   | Qualifications pour la Coupe du monde 1998 (Barrages)     |
| 18 juin 2016      | Bordeaux  | Belgique - Irlande | 3-0   | Euro 2016 (Groupe E)                                      |

#### Bilan complet
- Total de matchs disputés : 15
- Victoires de la Belgique : 6 (40 %)
- Victoires de la république d'Irlande : 4 (27 %)
- Match nul : 5 (33 %)
- Buts marqués par la Belgique : 28
- Buts marqués par la république d'Irlande : 24

#### Commentaires
1  : Premier match de qualifications pour une Coupe du monde.

### Brésil
| Date            | Lieu                  | Match            | Score | Compétition |
| 5 mai 1974      | Rio de Janeiro Brésil | Brésil – Irlande | 2–1   | Amical      |
| 27 mai 1982     | Uberlândia Brésil     | Brésil – Irlande | 7–0   | Amical      |
| 23 mai 1987     | Dublin Irlande        | Irlande – Brésil | 1–0   | Amical      |
| 18 février 2004 | Dublin Irlande        | Irlande – Brésil | 0–0   | Amical      |
| 6 février 2008  | Dublin Irlande        | Irlande – Brésil | 0–1   | Amical      |
| 2 mars 2010     | Londres Angleterre    | Brésil – Irlande | 2–0   | Amical      |

Bilan
- Total de matchs disputés : 6
- Victoires de l'équipe d'Irlande : 1
- Matchs nuls : 1
- Victoires de l'équipe du Brésil : 4

## C

### Croatie
| Date         | Lieu           | Match             | Score | Compétition          |
| 10 juin 2012 | Poznań Pologne | Irlande – Croatie | 1–3   | Euro 2012 (Groupe C) |

Bilan
- Total de matchs disputés : 1
- Victoires de l'équipe d'Irlande : 0
- Matchs nuls : 0
- Victoires de l'équipe de Croatie : 1

## E

### Espagne
| Date         | Lieu           | Match             | Score | Compétition          |
| 14 juin 2012 | Gdańsk Pologne | Espagne – Irlande | 4–0   | Euro 2012 (Groupe C) |

Bilan partiel
- Total de matchs disputés : 1
- Victoires de l'équipe d'Irlande : 0
- Matchs nuls : 0
- Victoires de l'équipe d'Espagne : 1

## F

### France
- France-Irlande en football

| Date             | Lieu           | Match            | Score | Compétition                                            |
| 23 mai 1937      | Paris France   | France – Irlande | 0–2   | Amical                                                 |
| 16 novembre 1952 | Dublin Irlande | Irlande – France | 1–1   | Amical                                                 |
| 4 octobre 1953   | Dublin Irlande | Irlande – France | 3–5   | Qualifications pour la Coupe du monde 1954             |
| 25 novembre 1953 | Paris France   | France – Irlande | 1–0   | Qualifications pour la Coupe du monde 1954             |
| 15 novembre 1972 | Dublin Irlande | Irlande – France | 2–1   | Qualifications pour la Coupe du monde 1974             |
| 19 mai 1973      | Paris France   | France – Irlande | 1–1   | Qualifications pour la Coupe du monde 1974             |
| 17 novembre 1976 | Paris France   | France – Irlande | 2–0   | Qualifications pour la Coupe du monde 1978             |
| 30 mars 1977     | Dublin Irlande | Irlande – France | 1–0   | Qualifications pour la Coupe du monde 1978             |
| 28 octobre 1980  | Paris France   | France – Irlande | 2–0   | Qualifications pour la Coupe du monde 1982             |
| 14 octobre 1981  | Dublin Irlande | Irlande – France | 3–2   | Qualifications pour la Coupe du monde 1982             |
| 7 février 1989   | Dublin Irlande | Irlande – France | 0–0   | Amical                                                 |
| 9 octobre 2004   | Paris France   | France – Irlande | 0–0   | Qualifications pour la Coupe du monde 2006             |
| 7 septembre 2005 | Dublin Irlande | Irlande – France | 0–1   | Qualifications pour la Coupe du monde 2006             |
| 14 novembre 2009 | Dublin Irlande | Irlande – France | 0–1   | Qualifications pour la Coupe du monde 2010 (barrages)  |
| 18 novembre 2009 | Paris France   | France – Irlande | 1–1   | Qualifications pour la Coupe du monde 2010 (barrages)  |
| 26 juin 2016     | Lyon France    | France - Irlande | 2-1   | 8es de finale du Championnat d'Europe de football 2016 |
| 28 mai 2018      | Paris France   | France – Irlande | 2-0   | Préparation Coupe du monde 2018                        |

Bilan
- Nombre de matchs joués : 16
- Victoires de l'Irlande : 4
- Matchs nuls : 5
- Victoires des France : 7

## I

### Italie
Confrontations en matchs officiels entre l'Italie et d'Irlande :
| Date            | Lieu                     | Match            | Score | Compétition                                |
| 21 mars 1926    | Turin Italie             | Italie – Irlande | 3–0   | Amical                                     |
| 8 décembre 1970 | Florence Italie          | Italie – Irlande | 3–0   | Qualifications pour l'Euro 1972            |
| 10 mai 1971     | Dublin Irlande           | Irlande – Italie | 1–2   | Qualifications pour l'Euro 1972            |
| 5 février 1985  | Dublin Irlande           | Irlande – Italie | 1–2   | Amical                                     |
| 30 juin 1990    | Rome Italie              | Italie – Irlande | 1–0   | Coupe du monde 1990 (Quart de finale)      |
| 4 juin 1992     | Foxboro États-Unis       | Italie – Irlande | 2–0   | US Cup (1992)                              |
| 18 juin 1994    | New York États-Unis      | Italie – Irlande | 0–1   | Coupe du monde 1994 (Groupe E)             |
| 17 août 2005    | Dublin Irlande           | Irlande – Italie | 1–2   | Amical                                     |
| 1er avril 2009  | Bari Italie              | Italie – Irlande | 1–1   | Qualifications pour la Coupe du monde 2010 |
| 10 octobre 2009 | Dublin Irlande           | Irlande – Italie | 2–2   | Qualifications pour la Coupe du monde 2010 |
| 7 juin 2011     | Liège Belgique           | Italie – Irlande | 0–2   | Amical                                     |
| 18 juin 2012    | Poznań Pologne           | Italie – Irlande | 2–0   | Euro 2012 (Groupe C)                       |
| 22 juin 2016    | Villeneuve-d'Ascq France | Italie – Irlande | 0–1   | Euro 2016 (Groupe E)                       |

Bilan partiel
- Total de matchs disputés : 13
- Victoires de l'équipe d'Irlande : 3
- Matchs nuls : 2
- Victoires de l'équipe d'Italie : 8

## K

### Kazakhstan
| Date             | Lieu              | Match                | Score | Compétition                                |
| 7 septembre 2012 | Astana Kazakhstan | Kazakhstan – Irlande | 1–2   | Qualifications pour la Coupe du monde 2014 |
| 15 octobre 2013  | Dublin Irlande    | Irlande – Kazakhstan | –     | Qualifications pour la Coupe du monde 2014 |

Bilan
- Total de matchs disputés : 1
- Victoires de l'équipe d'Irlande : 1
- Matchs nuls : 0
- Victoires de l'équipe du Kazakhstan : 0

### Maroc
| Date              | Lieu           | Match           | Score | Compétition |
| 12 septembre 1990 | Dublin Irlande | Irlande – Maroc | 1–0   | Amical      |

Bilan
- Total de matchs disputés : 1
- Victoires de l'équipe d'Irlande : 1
- Matchs nuls : 0
- Victoires de l'équipe du Maroc : 0

### Monténégro
| Date              | Lieu                 | Match                | Score | Compétition                                |
| 10 septembre 2008 | Podgorica Monténégro | Monténégro – Irlande | 0–0   | Qualifications pour la Coupe du monde 2010 |
| 14 octobre 2009   | Dublin Irlande       | Irlande – Monténégro | 0–0   | Qualifications pour la Coupe du monde 2010 |

Bilan
- Total de matchs disputés : 2
- Victoires de l'équipe d'Irlande : 0
- Matchs nuls : 2
- Victoires de l'équipe du Monténégro : 0

## P

### Pays-Bas
| Date               | Lieu                    | Match              | Score | Compétition                                |
| 2 juin 1924        | Paris France            | Pays-Bas – Irlande | 2–1   | JO 1924                                    |
| 8 mai 1932         | Amsterdam Pays-Bas      | Pays-Bas – Irlande | 0–2   | Amical                                     |
| 8 avril 1934       | Amsterdam Pays-Bas      | Pays-Bas – Irlande | 5–2   | Qualifications pour la Coupe du monde 1934 |
| 8 décembre 1935    | Dublin Irlande          | Irlande – Pays-Bas | 3–5   | Amical                                     |
| 26 juillet 1948    | Portsmouth Angleterre   | Irlande – Pays-Bas | 1–3   | JO 1948                                    |
| 1er mai 1955       | Dublin Irlande          | Irlande – Pays-Bas | 1–0   | Amical                                     |
| 10 mai 1956        | Rotterdam Pays-Bas      | Pays-Bas – Irlande | 1–4   | Amical                                     |
| 10 septembre 1980  | Dublin Irlande          | Irlande – Pays-Bas | 2–1   | Qualifications pour la Coupe du monde 1982 |
| 9 septembre 1981   | Rotterdam Pays-Bas      | Pays-Bas – Irlande | 2–2   | Qualifications pour la Coupe du monde 1982 |
| 22 septembre 1982  | Rotterdam Pays-Bas      | Pays-Bas – Irlande | 2–1   | Qualifications pour l'Euro 1984            |
| 12 décembre 1983   | Dublin Irlande          | Irlande – Pays-Bas | 2–3   | Qualifications pour l'Euro 1984            |
| 18 juin 1988       | Gelsenkirchen Allemagne | Pays-Bas – Irlande | 1–0   | Euro 1988 (1er tour)                       |
| 21 juin 1990       | Palerme Italie          | Pays-Bas – Irlande | 1–1   | Coupe du monde 1990 (1er tour)             |
| 20 avril 1994      | Tilburg Pays-Bas        | Pays-Bas – Irlande | 0–1   | Amical                                     |
| 4 juillet 1994     | Orlando États-Unis      | Pays-Bas – Irlande | 2–0   | Coupe du monde 1994 (1/8 finale)           |
| 13 décembre 1995   | Liverpool Angleterre    | Pays-Bas – Irlande | 2–0   | Qualifications pour l'Euro 1996 (barrages) |
| 6 juin 1996        | Rotterdam Pays-Bas      | Pays-Bas – Irlande | 3–1   | Amical                                     |
| 2 septembre 2000   | Amsterdam Pays-Bas      | Pays-Bas – Irlande | 2–2   | Qualifications pour la Coupe du monde 2002 |
| 1er septembre 2001 | Dublin Irlande          | Irlande – Pays-Bas | 1–0   | Qualifications pour la Coupe du monde 2002 |
| 5 juin 2004        | Amsterdam Pays-Bas      | Pays-Bas – Irlande | 0–1   | Amical                                     |
| 16 août 2006       | Dublin Irlande          | Irlande – Pays-Bas | 0–4   | Amical                                     |

Bilan
- Nombre de matchs joués : 21
- Victoires de l'Irlande : 7
- Matchs nuls : 3
- Victoires des Pays-Bas : 11

### Pays de Galles
| Date              | Lieu                   | Match                    | Score | Compétition                     |
| 28 septembre 1960 | Dublin Irlande         | Irlande – Pays de Galles | 2–3   | Amical                          |
| 11 septembre 1979 | Swansea Pays de Galles | Pays de Galles – Irlande | 2–1   | Amical                          |
| 24 février 1981   | Dublin Irlande         | Irlande – Pays de Galles | 1–3   | Amical                          |
| 26 mars 1986      | Dublin Irlande         | Irlande – Pays de Galles | 0–1   | Amical                          |
| 28 mars 1990      | Dublin Irlande         | Irlande – Pays de Galles | 1–0   | Amical                          |
| 6 février 1991    | Wrexham Pays de Galles | Pays de Galles – Irlande | 0–3   | Amical                          |
| 19 février 1992   | Dublin Irlande         | Irlande – Pays de Galles | 0–1   | Amical                          |
| 17 février 1993   | Dublin Irlande         | Irlande – Pays de Galles | 2–1   | Amical                          |
| 11 février 1997   | Cardiff Pays de Galles | Pays de Galles – Irlande | 0–0   | Amical                          |
| 24 mars 2007      | Dublin Irlande         | Irlande – Pays de Galles | 1–0   | Qualifications pour l'Euro 2008 |
| 17 novembre 2007  | Cardiff Pays de Galles | Pays de Galles – Irlande | 2–2   | Qualifications pour l'Euro 2008 |
| 8 février 2011    | Dublin Irlande         | Irlande – Pays de Galles | 3–0   | Nations Cup                     |
| 14 août 2013      | Cardiff Pays de Galles | Pays de Galles – Irlande | 0–0   | Amical                          |

Bilan
- Total de matchs disputés : 13
- Victoires de l'équipe d'Irlande : 5
- Matchs nuls : 3
- Victoires de l'équipe du pays de Galles : 5

### Portugal
| Date             | Lieu               | Match              | Score | Compétition                                |
| 16 juin 1946     | Lisbonne Portugal  | Portugal – Irlande | 3–1   | Amical                                     |
| 4 mai 1947       | Dublin Irlande     | Irlande – Portugal | 0–2   | Amical                                     |
| 23 mai 1948      | Lisbonne Portugal  | Portugal – Irlande | 2–0   | Amical                                     |
| 22 mai 1949      | Dublin Irlande     | Irlande – Portugal | 1–0   | Amical                                     |
| 25 juin 1972     | Recife Brésil      | Portugal – Irlande | 2–1   | Amical                                     |
| 7 juin 1992      | Foxboro États-Unis | Portugal – Irlande | 0–2   | Amical                                     |
| 26 avril 1995    | Dublin Irlande     | Irlande – Portugal | 1–0   | Qualifications pour l'Euro 1996            |
| 15 novembre 1995 | Lisbonne Portugal  | Portugal – Irlande | 3–0   | Qualifications pour l'Euro 1996            |
| 29 mai 1996      | Dublin Irlande     | Irlande – Portugal | 0–1   | Amical                                     |
| 7 octobre 2000   | Lisbonne Portugal  | Portugal – Irlande | 0–0   | Qualifications pour la Coupe du monde 2002 |
| 2 juin 2001      | Dublin Irlande     | Irlande – Portugal | 1–1   | Qualifications pour la Coupe du monde 2002 |
| 9 février 2005   | Dublin Irlande     | Irlande – Portugal | 1–0   | Amical                                     |

Bilan
- Total de matchs disputés : 12
- Victoires de l'équipe d'Irlande : 4
- Matchs nuls : 2
- Victoires de l'équipe du Portugal : 6

## Q

### Qatar
Les confrontations de l' Irlande et le Qatar
| Date            | Lieu             | Match           | Score | Compétition |
| 30 mars 2021    | Debrecen Hongrie | Qatar - Irlande | 1–1   | Amical      |
| 12 octobre 2021 | Dublin Irlande   | Irlande - Qatar | 4–0   | Amical      |

Bilan
- Total de match disputés : 1
- Victories de l'équipe d'Irlande : 5
- Matchs nuls : 1
- Victories de le équipe de Qatar : 1

## R

### Russie
| Date              | Lieu                 | Match          | Score | Compétition                                      |
| 18 octobre 1972   | Irlande              | Irlande – URSS | 1–2   | Qualifications pour la Coupe du monde 1974       |
| 13 mai 1973       | Union soviétique     | URSS – Irlande | 1–0   | Qualifications pour la Coupe du monde 1974       |
| 30 octobre 1974   | Irlande              | Irlande – URSS | 3–0   | Qualifications pour le Championnat d'Europe 1976 |
| 18 mai 1975       | Union soviétique     | URSS – Irlande | 2–1   | Qualifications pour le Championnat d'Europe 1976 |
| 12 septembre 1984 | Irlande              | Irlande – URSS | 1–0   | Qualifications pour la Coupe du monde 1986       |
| 16 octobre 1985   | Union soviétique     | URSS – Irlande | 2–0   | Qualifications pour la Coupe du monde 1986       |
| 15 juin 1988      | Allemagne de l'Ouest | Irlande – URSS | 1–1   | Championnat d'Europe 1988                        |
| 25 avril 1990     | Irlande              | Irlande – URSS | 1–0   | Amical                                           |

| Date             | Lieu    | Match            | Score | Compétition                                      |
| 23 mars 1994     | Irlande | Irlande – Russie | 0–0   | Amical                                           |
| 27 mars 1996     | Irlande | Irlande – Russie | 0–2   | Amical                                           |
| 13 février 2002  | Irlande | Irlande – Russie | 2–0   | Amical                                           |
| 7 septembre 2002 | Russie  | Russie – Irlande | 4–2   | Qualifications pour le Championnat d'Europe 2004 |
| 6 septembre 2003 | Irlande | Irlande – Russie | 1–1   | Qualifications pour le Championnat d'Europe 2004 |

Bilan
- Total de matchs disputés : 13
- Victoires de l'équipe d'Irlande : 4
- Matchs nuls : 3
- Victoires des équipes d'URSS et de Russie : 6

Source
- (en) Russia matches, ratings and points exchanged

## S

### Suède
| Date              | Lieu               | Match           | Score | Compétition                                      |
| 2 juin 1949       | Stockholm Suède    | Suède – Irlande | 3–1   | Qualifications pour la Coupe du monde 1950       |
| 13 novembre 1949  | Dublin Irlande     | Irlande – Suède | 1–3   | Qualifications pour la Coupe du monde 1950       |
| 1er novembre 1959 | Dublin Irlande     | Irlande – Suède | 3–2   | Amical                                           |
| 18 mai 1960       | Malmö Suède        | Suède – Irlande | 4–1   | Amical                                           |
| 14 octobre 1970   | Dublin Irlande     | Irlande – Suède | 1–1   | Qualifications pour le Championnat d'Europe 1972 |
| 28 octobre 1970   | Solna Suède        | Suède – Irlande | 1–0   | Qualifications pour le Championnat d'Europe 1972 |
| 28 avril 1999     | Dublin Irlande     | Irlande – Suède | 2–0   | Amical                                           |
| 1er mars 2006     | Dublin Irlande     | Irlande – Suède | 3–0   | Amical                                           |
| 22 mars 2013      | Solna Suède        | Suède – Irlande | 0–0   | Qualifications pour la Coupe du monde 2014       |
| 6 septembre 2013  | Dublin Irlande     | Irlande – Suède | 1–2   | Qualifications pour la Coupe du monde 2014       |
| 13 juin 2016      | Saint-Denis France | Irlande – Suède | 1–1   | Euro 2016 (groupe E)                             |

#### Bilan
| Rang | Équipe               | Pts | J  | G | N | P | Bp | Bc | Diff |
| ---- | -------------------- | --- | -- | - | - | - | -- | -- | ---- |
| 1    | Suède                | 18  | 11 | 5 | 3 | 3 | 17 | 14 | +3   |
| 2    | République d'Irlande | 12  | 11 | 3 | 3 | 5 | 14 | 17 | -3   |

## U

### Uruguay
| Date        | Lieu           | Match             | Score | Compétition  |
| 4 juin 2017 | Dublin Irlande | Irlande – Uruguay | 3–1   | Match amical |

Bilan
- Total de matchs disputés : 1
- Victoires de l'équipe d'Irlande : 1
- Matchs nuls : 0
- Victoires de l'équipe d'Uruguay : 0